# Pajiștea
Pajiștea – wieś w Rumunii, w okręgu Bacău, w gminie Palanca. W 2011 roku liczyła 25 mieszkańców.